# NGC 366
NGC 366 is een open sterrenhoop in het sterrenbeeld Cassiopeia. Het hemelobject ligt ongeveer 5823 lichtjaar van de Aarde verwijderd en werd op 27 oktober 1829 ontdekt door de Britse astronoom John Herschel.

## Synoniem
- OCL 316